# Freddie Slack
Frederick Charles Slack (7 de agosto de 1910 – 10 de agosto de 1965) fue un músico estadounidense, líder de banda y pianista de estilo swing y boogie-woogie.

## Biografía
Nacido en La Crosse, Wisconsin, tocó con la banda de Jimmy Dorsey en la década de 1930, y fue miembro fundador de la Orquesta de Will Bradley cuando se formó en 1939. Conocido entre sus colegas como "Daddy Slack," tocó el piano en la grabación de Bradley de "Beat Me Daddy, Eight to the Bar", uno de los primeros éxitos del boogie-woogie blanco y un clásico de la época de las big band. 
Tras formar su propia banda en 1942 y firmar con la recién fundada Capitol Records, Slack grabó tres canciones en la tercera sesión de grabación de Capitol. La cual tuvo lugar el 21 de mayo de 1942. Su "Cow Cow Boogie," cantada por Ella Mae Morse, de 17 años de edad, fue el segundo disco editado por Capitol, y el 25 de julio había alcanzado el número 1 de las listas, convirtiéndose en el primer sencillo de Capitol en obtener un disco de oro.
T-Bone Walker formó parte del grupo de Slack desde 1942 a 1944, y Slack posteriormente acompañó al piano a Walker en su primera grabación en solitario para Capitol, "Mean Old World".
Otro éxito en el que trabajó fue el éxito "The House of Blue Lights", coescrito por él en 1946 y posteriormente grabado por Chuck Miller, The Andrews Sisters, Chuck Berry, y Jerry Lee Lewis.
Slack siguió trabajando para Capitol hasta 1950, por lo menos, grabando unos 80 temas con la compañía. Otros artistas a los que acompañó en sus discos fueron Big Joe Turner, Johnny Mercer, Margaret Whiting, y Lisa Morrow.
Su álbum de 1955 Boogie Woogie on the 88 contenía una sección de metal en la que tocaban músicos de jazz como Shorty Sherock y Herbie Harper, entre otros, y en el que los arreglos eran de Benny Carter.
Freddie Slack falleció en 1965 en Hollywood, California.